# Jerry Coyne
Jerry Allen Coyne (30 de diciembre de 1949-) es un profesor estadounidense de biología, conocido por su comentario sobre el debate del diseño inteligente. Se le considera un científico prolífico, que ha publicado decenas de artículos, sobre todo de aclaración de la teoría evolutiva. Fue  profesor en la Universidad de Chicago, en el departamento de ecología y evolución  (se retiró  oficialmente en 2015). Se concentra en la especialización de la genética ecológica y evolutiva, en particular sus trabajos se relacionan con la mosca de la fruta, Drosophila melanogaster. Él es el autor del texto estándar de especiación y el popular libro de ciencia «Por qué la evolución es verdadera». También mantiene un sitio web con el mismo nombre.

## Trabajo académico

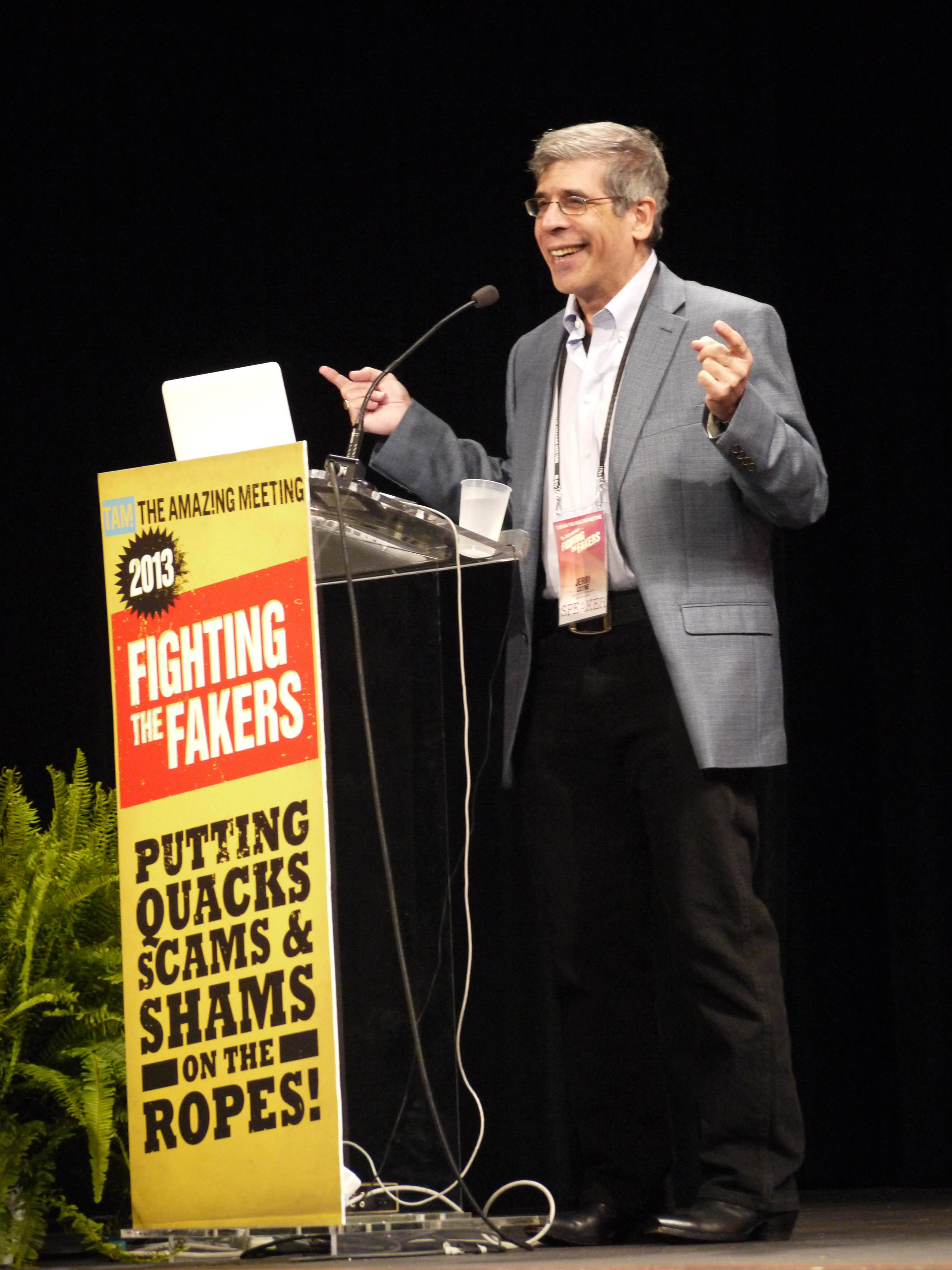
Jerry Coyne en The Amazing Meeting, 2013

Obtuvo su graduación, con una licenciatura en biología de la Universidad de William & Mary en 1971. Posteriormente comenzó sus estudios de posgrado en la  Universidad de Rockefeller bajo Theodosius Dobzhansky. Luego obtuvo un doctorado en biología en la Universidad de Harvard, estudió con Richard Lewontin, y se fue a hacer un posdoctorado en la Universidad de California, Davis con Timothy Prout. Fue galardonado con la Beca Guggenheim en 1989, también fue elegido miembro de la Academia Americana de Artes y Ciencias en 2007, y recibió el  "Emperor Has No Clothes", otorgado por la Fundación Libertad de Religión en 2011.
Coyne, ha servido como presidente (2011) y Vicepresidente (1996) de la Society for the Study of Evolution, y como editor asociado del diario Evolution (1985-1988, 1994-2000) y el The American Naturalist (1990-1993). Actualmente es profesor de la biología evolutiva, la especiación, análisis genético, las cuestiones sociales y los conocimientos científicos y científicas de hablar y escribir.
Su trabajo es ampliamente publicado en revistas científicas, así como en lugares tan tradicionales como The New York Times, el Times Literary Supplement y The New Republic. Sus intereses de investigación incluyen la población y la genética evolutiva, especiación ecológica y genética cuantitativa, la evolución cromosómica y la competencia espermática.
Es un crítico del creacionismo, la evolución teísta y el diseño inteligente. que él llama "la último pseudocientífica encarnación religiosa creacionista, hábilmente elaborado por un nuevo grupo de entusiastas de eludir las restricciones legales recientes."
La rana ecuatoriana Atelopus coynei lleva este nombre en su honor. Recogió el holotipo de esta rana, en un pantano mientras se encontraba de viaje al oeste de Ecuador, cuando era un estudiante a finales de la década de 1970.
Desde su retiro, según el artículo de Chicago Maroons del 14 de febrero de 2018, todavía va a su laboratorio todos los días y publica más ahora que en su carrera académica. Dentro del laboratorio hay muchas inscripciones, que Coyne alentó, en un gabinete firmado por posdoctorados e investigadores que vinieron a trabajar en vacaciones o en una ocasión especial.

## Ateísmo

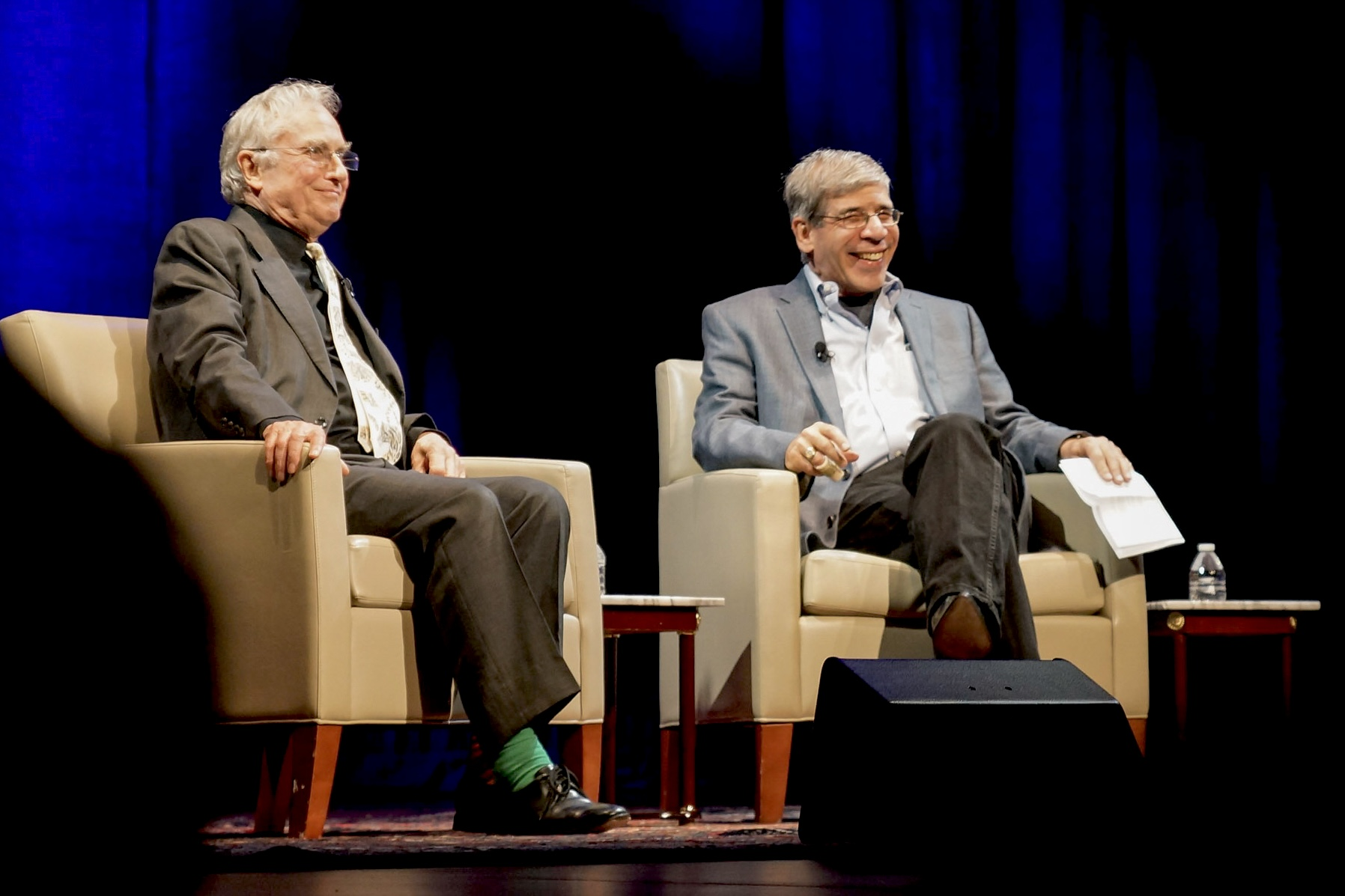
Richard Dawkins y Jerry Coyne en el Auditorio Lisner, Universidad George Washington, 2017.

Coyne es un claro defensor del ateísmo, el naturalismo metafísico y la tesis de conflicto. Afirma que la religión y la ciencia son fundamentalmente incompatibles, que solamente la evaluación racional de las pruebas es capaz de descubrir de manera confiable el mundo y la forma en que este funciona, y que los científicos que sostienen puntos de vista religiosos son sólo el reflejo de la idea de "que la gente puede tener dos nociones contradictorias en sus cabezas al mismo tiempo". Se ha argumentado que la incompatibilidad de la ciencia y la fe se basa en las diferencias irreconciliables en la metodología, la filosofía, y los resultados cuando tratan de discernir las verdades acerca del universo.
Además de los temas relacionados con la evolución, tiene un blog en el que defiende la teoría de la evolución, llamado ¿Por qué la evolución es verdad? Ahí además habla de ateísmo, la incompatibilidad de la ciencia y la religión, la ciencia y otros temas. Ha participado con frecuencia en los debates públicos con los teístas.

## Política y libertad de expresión
Coyne se considera un "liberal tradicional" y tiene una larga historia de activismo. Fue arrestado, cuando estaba en la universidad, por entregar una carta a la embajada de Sudáfrica contra el apartheid. También protestó regularmente contra la guerra de Vietnam. Coyne no aprueba la forma en que algunos liberales contemporáneos están "tratando de callar a la gente". Él cree en la libertad de expresión para todos y no le gusta ver a las universidades cancelar oradores, como a Steve Bannon, debido a las protestas. "No puedo pensar en una sola persona que exhortaría a la Universidad a no invitar. Ni una sola persona, ni un racista blanco, ni una persona anti-inmigración. La libertad de expresión tiene que defender a las personas más odiosas".
Coyne cree en la justicia social pero siente que las políticas de identidad se han convertido en tácticas de identidad. Él cree en los movimientos de los años sesenta por los derechos civiles negros y los derechos de las mujeres, ya que representan la victimización de que "... no era algo de lo que estar orgulloso, sino algo contra lo que luchar. Ahora es algo de lo que estar orgulloso, creo, porque le permite llamar la atención y poder decir que otros en la jerarquía no pueden hablar, que no tienen opiniones que valga la pena considerar ".

## Determinismo
Coyne creía en la idea del determinismo después de leer un documento de Anthony Cashmore sobre el determinismo y el sistema de justicia penal. Afirma que reconocer que no hay libre albedrío lo hace a uno más empático y menos crítico: "Mucha política, particularmente la política republicana, se basa en la suposición de que las personas son responsables de sus propias vidas. Entonces, por ejemplo, las personas en bienestar social, o las personas sin hogar, son tratadas como si hubieran podido hacer lo contrario. Podrían haber conseguido un trabajo, podrían haberse casado y tener un padre para sus hijos. Pero no pudieron, porque son víctimas de las circunstancias."

## Artículos científicos notables
Publicaciones científicas revisadas por pares de Coyne incluyen tres documentos en la revista Nature y tres en la revista Science entre otros:
- Coyne, JA. 2012. Science, Religion and Society: The Problem of Religion in America. Evolution
- Matute, D.R., I.A. Butler, D.A. Turossini, and J.A. Coyne. 2010. A test of the snowball theory for the rate of evolution of hybrid incompatibilities. Science 329 1518-1521.
- Llopart, A., S. Elwyn and J.A. Coyne. 2002. Pigmentation and mate choice in Drosophila melanogaster. Nature 419: 360.
- Greenberg, A.J., J.R. Moran, J.A. Coyne and C-I. Wu. 2003. Ecological adaptation during incipient speciation revealed by precise gene replacement. Science 302: 1754-1757.
- Coyne, J. A., A. P. Crittenden, and K. Mah. 1994. Genetics of a pheromonal difference contributing to reproductive isolation in Drosophila. Science 265:1461-1464.
- Price, C.S.C., K. A. Dyer, and J. A. Coyne. 1999. Sperm competition between Drosophila males involves both displacement and incapacitation. Nature 400:449-452.
- Coyne, J. A. 1992. Genetics and speciation. Nature 355:511-515.

## Libros
- Coyne, Jerry A.; H. Allen Orr (2004-06-30). Speciation. Sinauer Associates Inc., Sunderland, Mass. ISBN 0-87893-089-2.
- Coyne, Jerry A. (2009-01-22). Why Evolution is True. Viking, New York (USA); Oxford University Press, Oxford (UK). ISBN 0-19-923084-6. OCLC 233549529.